# Născut şi crescut în Pantelimon
Născut şi crescut în Pantelimon è il secondo album ufficiale del gruppo Rap B.U.G. Mafia pubblicato nel 1996. L'album ha venduto più di 30.000 in Romania. La traccia Ceva Pentru Care Merita Sa Mori è dedicata ai rapper Eazy-E e 2Pac.

## Tracce
1. "Ne-am Intors"
2. "Am Sa-ti Zbor Capatana"
3. "Pe Viata"
4. "R.P.D."
5. "Pana Cand Moartea Ne Va Desparti" (featuring Puya & July)
6. "Gata De Orice"
7. "Nascut Si Crescut In Pantelimon"
8. "Ceva Pentru Care Merita Sa Mori"
9. "Fara Sentimente"
10. "Sunt Eu Un Maniac"
11. "Lacrimi"
12. "Ucigasi In Serie"
13. "Jaf Armat"